# 11 Gwardyjska Dywizja Pancerna
11 Gwardyjska Przykarpacko-Berlińska Dywizja Pancerna – związek taktyczny Armii Radzieckiej przejęty przez  Siły Zbrojne Federacji Rosyjskiej, a następnie przekazany Białorusi.
W końcowym okresie istnienia Związku Socjalistycznych Republik Radzieckich dywizja stacjonowała na terenie Niemieckiej Republiki Demokratycznej. W tym czasie wchodziła w skład 1 Gwardyjskiej Armii Pancernej. Dyslokowana do Rosji, a następnie przekazana Białorusi.

## Struktura organizacyjna
Skład w 1990:
- dowództwo i sztab – Drezno
- 7 Gwardyjski Nowgorodzko-Berliński pułk czołgów;
- 40 Gwardyjski Czertkowski pułk czołgów;
- 44 Gwardyjski Berdyczowski pułk czołgów;
- 249 Gwardyjski Czemowidzki pułk zmotoryzowany;
- 841 Gwardyjski Czemowidzki pułk artylerii samobieżnej;
- 1018 Jarosławski pułk rakiet przeciwlotniczych;
- 9 batalion rozpoznawczy;
- 153 Gwardyjski Przykarpacki batalion łączności;
- 134 Gwardyjski Wiślański batalion inżynieryjno-saperski;
- 528 kompania obrony przeciwchemicznej;
- 1073 batalion zaopatrzenia;
- 61 batalion remontowy;
- 189 batalion medyczny.